# Ben Tulett
Ben Samuel Tulett (født 26. august 2001 i Sevenoaks) er en professionel cykelrytter fra England, der er på kontrakt hos Team Visma | Lease a Bike.